# Alex Bapela
Alex Bapela (4 ottobre 1969) è un allenatore di calcio ed ex calciatore sudafricano, di ruolo centrocampista.

## Carriera

### Club
Ha militato in patria per tutta la carriera.
Ha giocato nel Real Rovers segnando 29 reti in 106 partite fra il 1994 ed il 1997.
In seguito si è trasferito al Mamelodi Sundowns dove ha segnato 31 gol su 125 incontri, prima di chiudere la carriera nel 2004.

### Nazionale
In Nazionale ha esordito nel 1999 e poi ha partecipato alla Coppa d'Africa 2000, giungendo al terzo posto e segnando l'ultimo rigore della serie che consentì ai sudafricani di battere la Tunisia nella finalina. Complessivamente ha giocato 6 partite con i Bafana bafana.